# Туголуковка
Туголуковка — упразднённое село в Кулундинском районе Алтайского края. Находилось на территории Курского сельсовета. Точная дата упразднения не установлена.

## География
Располагалось в 6 км к северо-востоку от села Курск.

## История
Основано в 1919 году. В 1928 г. посёлок Туголуковский состоял из 23 хозяйств, в составе Виноградовского сельсовета Ключевского района Славгородского округа Сибирского края.

## Население
В 1928 году в посёлке проживало 103 человека (53 мужчины и 50 женщин), основное населения — русские.